# Route nationale 24 (Luxembourg)
Pour les articles homonymes, voir N24 et Route nationale 24.
La route nationale 24 est une route nationale luxembourgeoise reliant Oberpallen à Useldange.